# Oberbefehlshaber Nordwest
L'Oberbefehlshaber Nordwest (que l'on peut traduire en français par Haut-commandement Nord-Ouest) fut pendant un mois à la fin de la Seconde Guerre mondiale le centre de commandement des forces de la Wehrmacht sur les fronts de la Hollande, du Nord de l'Allemagne et du Danemark. L'Ob. Nordwest était directement subordonné à OKW et pour une fois son commandant le général Ernst Busch avait la direction de toutes les troupes allemandes du Nord, à savoir non seulement les unités de l'armée de terre mais aussi les unités de la marine (Kriegsmarine) et de l'aviation (Luftwaffe) ce qui n'était pas habituel.

## Historique

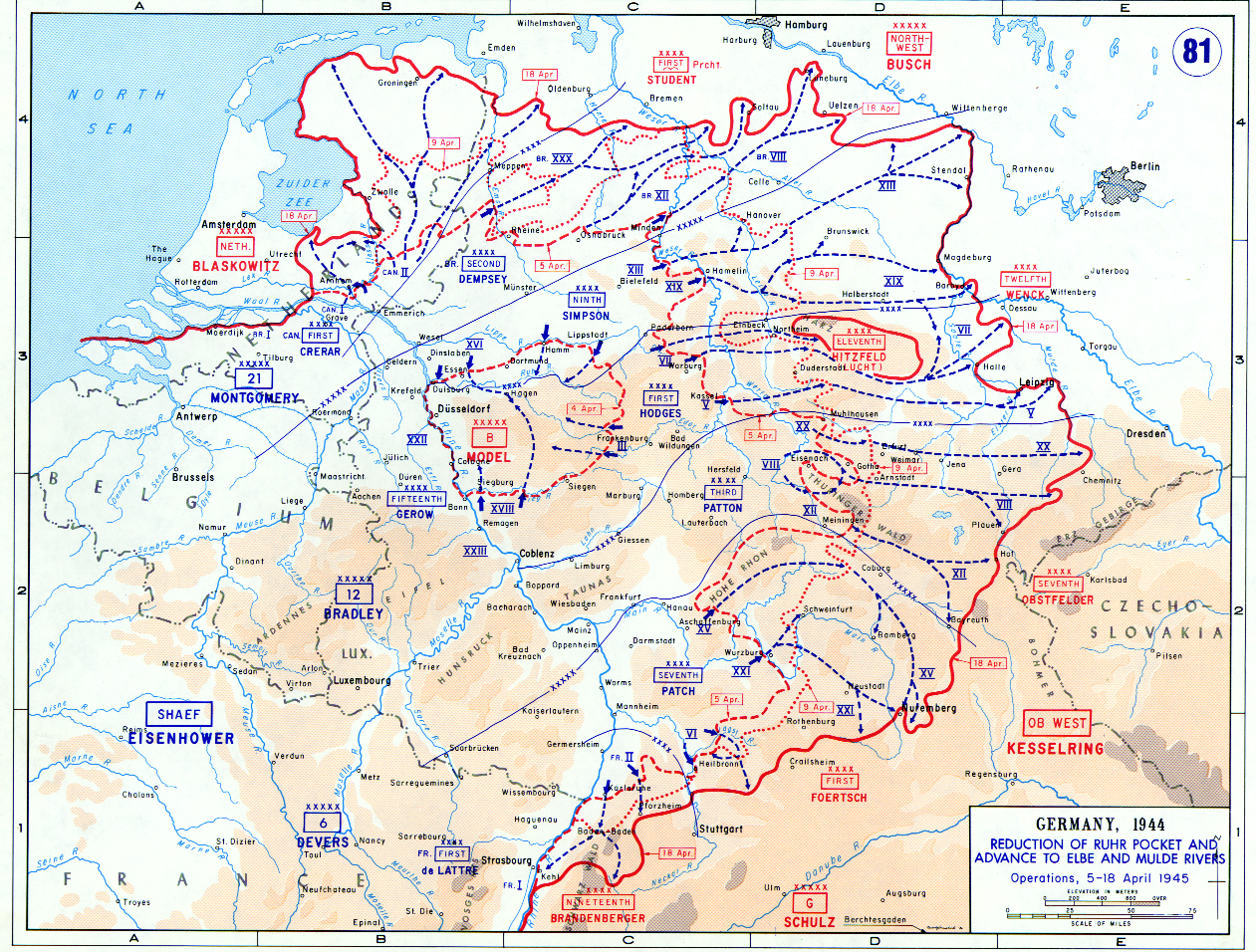
La situation de l'Ob. Nordwest et de l'Ob. West du 5 au 18 avril 1945

Le 7 avril 1945 le Heeresgruppe H reçoit officiellement la nouvelle dénomination d'Oberbefehlshaber Nordwest.

### Commandement
| Période                    | Commandant Ob. Nordwest          |
| -------------------------- | -------------------------------- |
| 7 avril 1945 au 5 mai 1945 | Generalfeldmarschall Ernst Busch |

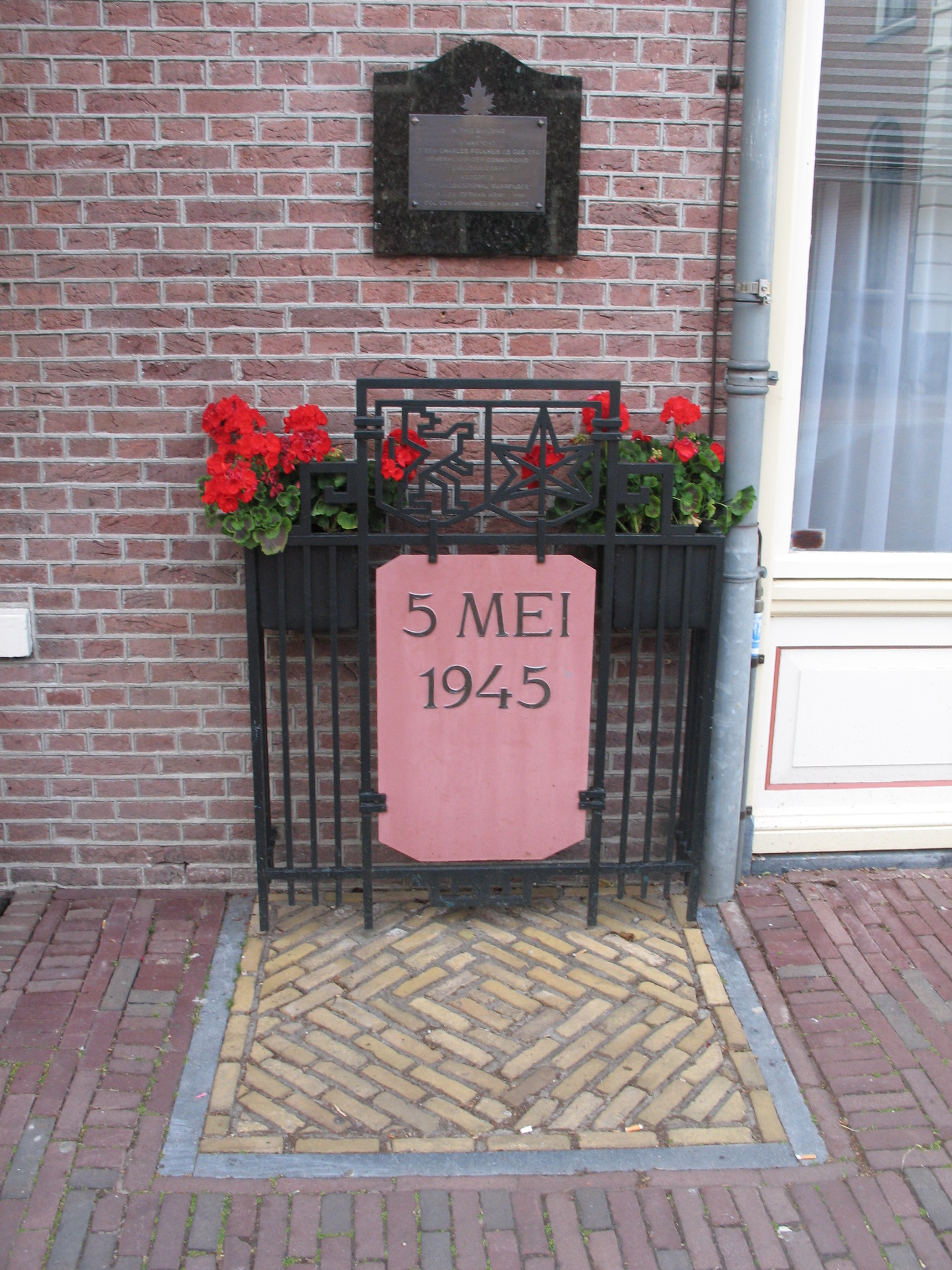
Monument à l'hôtel de Wereld, célébrant la Capitulation et la fin de la guerre aux Pays-Bas.

Le 5 mai 1945 à 16 h 30, le général Blaskowitz, commandant les troupes allemandes occupant les Pays-Bas, signe l'acte de capitulation pour l'ensemble des unités commandées par l'Oberbefehlshaber Nordwest à l'hôtel de Wereld de Wageningue, en présence du général Charles Foulkes (commandant en chef du 1er corps canadien) et du prince Bernhard zur Lippe Biesterfeld, le commandant en chef des troupes intérieures néerlandaises. Les combats devaient cesser le 5 mai à 00h00.

### Organigramme
Unités du théâtre d'Opérations de l'Oberbefehlshaber Nordwest
| Date           | Unités                                                                    |
| -------------- | ------------------------------------------------------------------------- |
| Avril-Mai 1945 | Armeegruppe Blumentritt, 1. Fallschirm-Armee, Ob. Niederlande (25e armée) |